# Пшесполев-Панський
Пшесполев-Панський (пол. Przespolew Pański) — село в Польщі, у гміні Гміна Цекув-Кольонія Каліського повіту Великопольського воєводства.
Населення — 220 осіб (2011).
У 1975-1998 роках село належало до Каліського воєводства.

## Демографія
Демографічна структура станом на 31 березня 2011 року:
|          | Загалом | Допрацездатний вік | Працездатний вік | Постпрацездатний вік |
| -------- | ------- | ------------------ | ---------------- | -------------------- |
| Чоловіки | 114     | 25                 | 83               | 6                    |
| Жінки    | 106     | 25                 | 60               | 21                   |
| Разом    | 220     | 50                 | 143              | 27                   |